# Rafael Leão
Rafael Alexandre Conceiçao Leão (Almada, Lisboa, Portugal, 10 de juny de 1999) és un futbolista portuguès amb ascendència angolenya que juga com a davanter a l'AC Milan de la Serie A.

## Trajectòria
Amb set anys va començar la seva formació com a futbolista al Amora FC, i un any després, al 2008, marxa del club i passa a formar part de la disciplina del Sporting CP. El 21 de maig del 2017, després d'haver sigut promocionat a l'equip reserva, Leão va debutar en un partit contra el Sporting Clube de Braga "B" a la Liga Vitalis.
A la temporada 2017-18, l'11 de febrer de 2018, va fer el seu debut al primer equip en un partit contra el C. D. Feirense, substituent a Bryan Ruiz a falta de 21 minuts del final del partit.
El 8 d'agost de 201, Leão es va unir al LOSC Lille francès, firmant un contracte de 5 anys. El seu primer gol a la Ligue 1 el va realitzar al seu segon partit, jugant 67 minuts i ajudant al seu equip a vèncer al S.M. Caen per 1-0.
Al cap d'un any a l'equip francès, l'1 d'agost del 2019 es va oficialitzar el seu fitxatge per l'AC Milan, firmant un contracte per 5 temporades. El 20 de desembre de 2020 va marcar el gol més ràpid en la història de la Serie A i d'Europa contra el U. S. Sassuolo als 6 segons de començar el partit.

## Internacional
El 9 d'octubre del 2021 va realitzar el seu debut amb la selecció de Portugal en un amistós contra Qatar, en el qual Portugal va guanyar 3-0.

### Participacions en Copes del Món
| Mundial      | Seu   | Resultat        | Partits | Gols |
| ------------ | ----- | --------------- | ------- | ---- |
| Mundial 2022 | Qatar | Quarts de final | 5       | 2    |

### Gols internacionals
| # | Data                   | Lloc                                      | Rival     | Marcador | Resultat | Competició                          |
| - | ---------------------- | ----------------------------------------- | --------- | -------- | -------- | ----------------------------------- |
| 1 | 24 de novembre de 2022 | Estadi 974, Doha, Catar                   | Ghana     | 3-1      | 3-2      | Copa Mundial de Futbol de 2022      |
| 2 | 6 de desembre de 2022  | Estadi Icònic de Lusail, Lusail, Catar    | Suïssa    | 6-1      | 6-1      | Copa Mundial de Futbol de 2022      |
| 3 | 26 de març de 2023     | Estadi de Luxemburg, Luxemburg, Luxemburg | Luxemburg | 6-0      | 6-0      | Classificació per a l'Eurocopa 2024 |

### Distincions individuals
| Distinció                                                  | Any  |
| ---------------------------------------------------------- | ---- |
| Part dels 100 millors jugadors del món segons The Guardian | 2022 |

## Palmarès
Sporting CP
- 1 Copa de la lliga portuguesa: 2017-18[5]

AC Milan
- 1 Serie A: 2021-22[6]
- 1 Supercopa italiana: 2024[7]

Selecció portuguesa
- 1 Campionat d'Europa sub-17: 2016[8]